# Stadion Spartak w Bobrujsku
Stadion Spartak w Bobrujsku – wielofunkcyjny stadion w Bobrujsku, na Białorusi. Obiekt może pomieścić 4600 widzów. Został otwarty w 1934 roku. Swoje spotkania rozgrywa na nim drużyna Biełszyna Bobrujsk.